# Adiyogi-Shiva

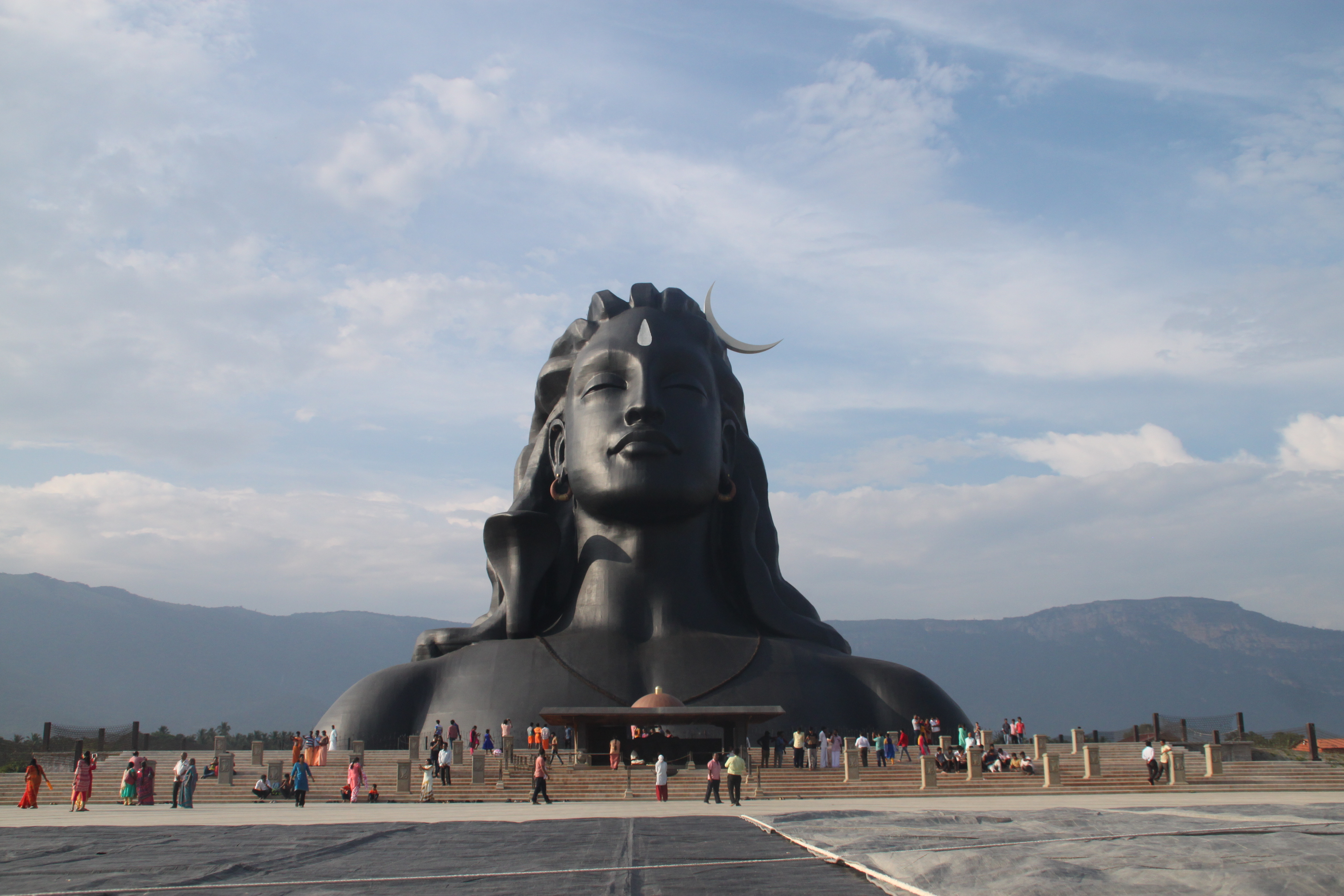
Adiyogi Shiva (2017)

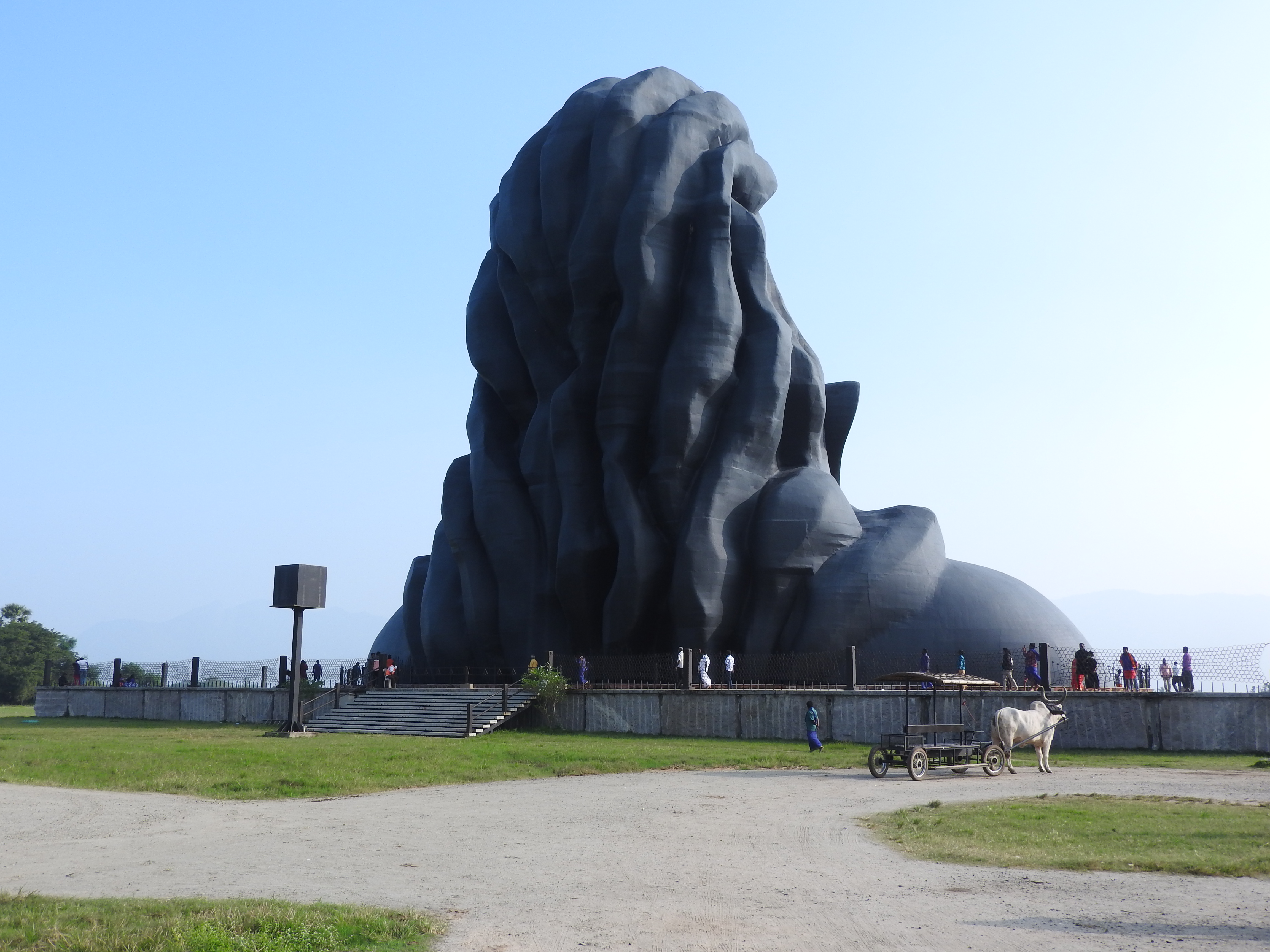
Rückseite

Die Adiyogi-Shiva-Büste ist eine 2017 errichtete Büste des hinduistischen Gottes Shiva in der indischen Stadt Coimbatore im Bundesstaat Tamil Nadu. Sie ist 34 Meter (112 Fuß) hoch, 45 Meter lang und 25 Meter breit und laut Guinness World Records die größte Büste der Welt.

## Hintergrund
Entworfen wurde die Büste von Sadhguru Jaggi Vasudev, dem Gründer und Leiter der Isha Foundation. Die Statue wiegt rund 500 Tonnen. Adiyogi bezieht sich auf Shiva (Shankar) als den ersten Yogi. Die Statue wurde errichtet, um Menschen durch Yoga für inneres Wohlbefinden zu inspirieren.
Die Stahlbüste befindet sich im „Isha Yoga Center“. Ihre Höhe von 112 Fuß symbolisiert die 112 Möglichkeiten, Moksha (Befreiung) zu erreichen, die in der yogischen Kultur erwähnt werden, und auch die 112 Chakren im menschlichen System. Ein Linga namens Yogeshwar Linga wurde geweiht und vor der Statue aufgestellt. Das indische Tourismusministerium hat die Statue in seine offizielle Kampagne „Incredible India“ aufgenommen. Sie ist auch Schauplatz einer Licht- und Tonshow über Shiva als Yogi, die vom indischen Präsidenten Ram Nath Kovind am 24. Februar 2017 enthüllt wurde.